# Zamek w Clervaux
Zamek Clervaux – zamek z XII wieku w Clervaux, w północnej części Luksemburga. Zniszczony przez pożar podczas II wojny światowej podczas bitwy o Ardeny. Po wojnie został w pełni odbudowany. Znajdują się w nim urząd gminy oraz muzeum z wystawą fotografii Edwarda Steichena.

## Historia
Najstarsza, zachodnia część zamku pochodzi z XII wieku i została zbudowana przez Gerarda, hrabiego Sponheim, brata hrabiego Vianden. Pałac i wieże pochodzą prawdopodobnie z około 1400 roku, kiedy mieszkali w nim zamożni lordowie Brandenburga. W 1634 roku Claude de Lannoy zbudował sale reprezentacyjne, w tym dużą Salę Rycerską w hiszpańskim stylu Flandrii. W 1660 r. dobudowano stajnie, magazyny i budynki administracyjne. Ostatecznie w XVIII wieku zbudowano nowe stajnie. Z biegiem lat, podobnie jak inne zamki w Luksemburgu, Clervaux popadał w ruinę, częściowo odrestaurowany i używany jako hotel. Został zniszczony podczas bitwy pod Clervaux trwającej w dniach 16–18 grudnia 1944, która była częścią ofensywy w Ardenach. Po wojnie zamek został odrestaurowany i pełni funkcję siedziby trzech muzeów i władz miejskich.

## Siedziba muzeów
W zachodnim skrzydle od 1970 roku znajduje się Muzeum Modeli Zamków i Budowli warownych Luksemburga (Musée de maquettes des châteaux et châteaux forts de Luxembourg 1:100). Można w nim zobaczyć 22 modele zamków wykonane w skali 1:100 oraz dioramę pokazującą przebieg bitwy o Clervaux.
Od 1974 roku w zamku mieści się Muzeum bitwy o Ardeny.
Na pierwszym i drugim piętrze wschodniego skrzydła od 1994 roku pokazywana jest wystawa Rodzina człowiecza, której kuratorem był Edward Steichen. Wystawą zarządza Centre national de l'audio-visuel.

## Godziny zwiedzania
Zamek jest otwarty dla zwiedzających codziennie od 10:00 do 18:00 z wyjątkiem poniedziałków oprócz stycznia i lutego.